# Семилужки

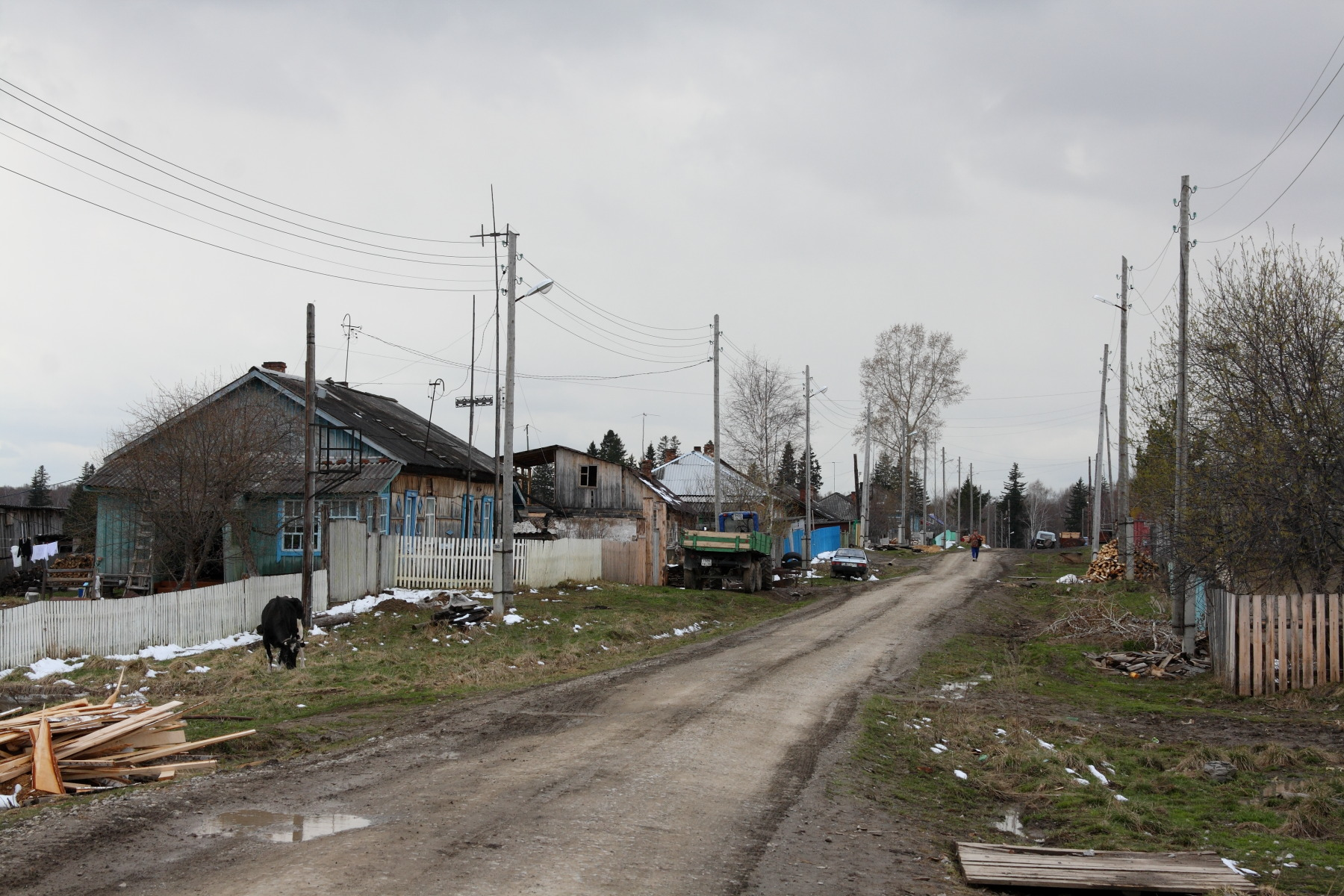

Семилужки́ — село в Томском районе Томской области, входит в Воронинское сельское поселение.
Бывший административный центр Семилужской волости (XVIII—нач. XX вв.).
Почтовый индекс: 634530.

## Население
| 2002  | 2008  | 2009  | 2010  | 2011  | 2012 | 2013 |
| ----- | ----- | ----- | ----- | ----- | ---- | ---- |
| 1006  | ↘1002 | ↗1015 | ↗1017 | ↗1020 | ↘998 | ↘997 |
| 2014  | 2015  | 2021  |       |       |      |      |
| ↗1031 | ↘1021 | ↘1010 |       |       |      |      |

## География
Село расположено на реке Каменке, чуть выше её впадения в реку Большую Киргизку, в 20 км от восточных окраин Томска, в 10 км от центра поселения — села Воронино. Через Семилужки проходит автодорога Томск — Асино.

## Экономика
В селе в декабре 2008 года открыт мини-нефтеперерабатывающий завод компании «Томскнефтепереработка», выпускающий дизельное топливо, мазут и прямогонный бензин. Мощность первой очереди завода — 300 тысяч тонн нефтепродуктов в год.
Помимо этого, в Семилужках работают отделение связи и лесничество.

## Прочие объекты инфраструктуры
В селе имеются средняя общеобразовательная школа, фельдшерско-акушерский пункт.
Есть церковь.
В селе по частной инициативе пенсионера возрождается музей под открытым небом «Семилуженский казачий острог», уже ставшим популярным объектом на Иркутском тракте.